# Departamento de Belgrano (kommun i Santa Fe)
Departamento de Belgrano är en kommun i Argentina.   Den ligger i provinsen Santa Fe, i den centrala delen av landet, 400 km nordväst om huvudstaden Buenos Aires. Antalet invånare är 41 449.
Trakten runt Departamento de Belgrano består till största delen av jordbruksmark. Runt Departamento de Belgrano är det glesbefolkat, med 19 invånare per kvadratkilometer.